# RADIO FANTASY
『RADIO FANTASY』（ラジオ・ファンタジー）は、日本のロックバンドである一風堂の3枚目のオリジナル・アルバム。
1981年7月21日にEPIC・ソニーレコードからリリースされた。前作『REAL』（1980年）より1年2か月振りとなる作品であり、作詞・作曲はほぼすべて土屋昌巳が担当しているが、一部の曲は見岳章が担当しているほか作詞家として糸井重里が参加、またカバー曲も含まれておりプロデュースは土屋が担当している。
当時土屋が抱えていた膨大な量のアイデアを表現するため、「短波ラジオが拾ういろんな音楽」をコンセプトとして制作された。本作にはイギリスのロックバンドであるゾンビーズの楽曲「ふたりのシーズン」（1968年）やアメリカ合衆国のテレビドラマ『スパイ大作戦』（1966年 - 1973年）のメインテーマのカバーが収録されている。
アルバムと同時にシングル「ラジオ・ファンタジー」がリリースされたほか、リカットとして「ふたりのシーズン」および「アイ・ニード・ユー」がリリースされている。また、イギリスのレコード会社スタッフから一風堂が高く評価されていたこともあり、本作はイギリスを含むヨーロッパ各国においてもリリースされた。

## 背景
前作『REAL』（1980年）リリース後、一風堂は9月23日にテレビ神奈川の音楽番組『ファイティング 80's』のためのライブを蒲田の電子工学院にて行う。同年12月から翌1981年1月にかけて「メタル・ポップ・レビュー」のホールツアーを開催、年内には東京の九段会館や仙台市民会館小ホール、新潟市公会堂、函館市民会館大ホールにてライブが行われ、年明けには名古屋の雲竜ホールや大阪厚生年金中ホールにてそれぞれ公演が行われた。また、予定されていた札幌公演は雪のためにトラックが入れず中止となった。同ツアーでは本作にて初収録となった「スパイ大作戦」がすでに演奏されていた。10月10日放送の『ファイティング 80's』において、電子工学院でのライブから「ジャーマン・ロード」「ミステリアス・ナイト」「HELPLESS SOLDIER」「NEU!」の4曲の映像が使用される。しかし同時期にベース担当の赤尾敬文がバンドから脱退、一風堂は以後3人編成となり、ライブ活動が困難となったことから活動休止状態となる。メンバーの脱退に関して土屋は、知識量や情報量の増加に伴い実現可能なことと不可能なことのギャップが見えるようになったために、土屋の音楽欲が高まったことから付いていくことが面倒になったのではないかと推測している。

## 録音、制作
本作のレコーディングは日本国内のサンライズスタジオおよびCBSソニー・六本木スタジオにおいて、前2作よりも長期間に亘って行われた。本作収録曲は一風堂結成前に土屋昌巳が蓄積していたアイデアで構成されている。本作のコンセプトは「短波ラジオが拾ういろんな音楽」であり、土屋の音楽的な引き出しの多さから偏ったジャンルに絞らずすべての要素を導入できるためのコンセプトとして「ラジオ」という設定が使用され、民族音楽やポップスなどの様々なジャンルの音楽を短波ラジオが拾うという考え方であると土屋は述べている。このコンセプトに関して、土屋は自身の音楽の原体験がラジオ放送にあったと述べ、ローリング・ストーンズの「サティスファクション」（1965年）のファズによる音をモノラルで聴いた音が原点であるとも述べている。また、土屋はホルガー・シューカイのアルバム『ムーヴィーズ』（1979年）と共通点があることを後に知ったと述べている。レコーディングにはパーカッション担当として仙波清彦が参加、土屋は1981年に行われた矢野顕子のコンサートツアーで初めて仙波と会っており、土屋は「物凄い方ですね。僕のある意味師匠です」と述べている。元々土屋は日本の民族楽器とロックのビートは融合可能であると考えていたが共作する人物がいないために頓挫していたところ、仙波と邂逅したことで実現可能になったと述べている。
土屋は一風堂のデビュー時にすでにアルバム3枚分のアイデアを抱えていたが、この時期にニュー・ウェイヴ界隈の動向が加速していたこともあり、初期アイデアを遥かに超える量のアイデアを抱えることとなった。それらの膨大なアイデアを表現するために「ラジオ」という設定を活かして場面転換する手法を取り入れており、またレコーディングの方法や機材などにも慣れてきたこともあってそれまでの実験の成果が出た結果であるとも土屋は述べている。土屋は本作に関して制作中から完成形がはっきり見えていたと述べたほか、音作りのノウハウが完全に把握できていたとも述べている。本作制作の動機として、土屋は前作で表現したドイツ音楽のレコーディングは楽しかったものの、移民の中年男性に対してご機嫌取りをすることやパスポートの問題など面倒に感じる部分も多く、それらに対する苛立ちから「音楽を通して越境したい気持ちがあったんですね」とも述べている。
見岳によれば本作はそれまでのアルバムとは異なる制作方法であり、1枚目のアルバム『NORMAL』（1980年）はすでに決定された内容を当日に勢いでレコーディングしていたが、本作では制作前から土屋と見岳の間で時間を掛けて音色やフレーズを決定していったという。また見岳の推測では本作はブライアン・イーノ&デヴィッド・バーンのアルバム『マイ・ライフ・イン・ザ・ブッシュ・オブ・ゴースツ』（1981年）の影響を受けているのではないかと述べ、ミュンヘン・サウンドでロンドンやパリ、ニューヨークなど世界一周するというコンセプトが本作に近いものであると述べている。藤井のドラムスが完成の域に達していたことなどから見岳は一風堂のアルバムの中で本作が最も思い入れが強いとした上で、「このアルバムが一番ポップでお洒落なんじゃないかな」と述べている。藤井は本作にてドラマーとしてのセルフ・プロデュースが行えたと述べており、本作の収録曲は複雑なため音の録り方や音色の作り方などすべて新しい技術を自身で開発しながらレコーディングをしたことで後のスタジオ・ワークへの蓄積になったと述べている。

## 音楽性と歌詞
本作にはゾンビーズの楽曲「ふたりのシーズン」（1968年）のカバーが収録されており、これに関して土屋は単純に好きな楽曲であると述べ、ゾンビーズが当時のイギリスのバンドの中で最も音が良く、テレビCMにも使用されていたことに触れた上で「TVのしょぼいオーディオで聴いてもハッとするくらい素晴らしい音色」であると述べている。また本作収録バージョンのアレンジの元ネタはトーキング・ヘッズであると述べた上で、アルバム『リメイン・イン・ライト』（1980年）ではなく『サイコ・キラー'77』（1977年）収録曲の「サイコ・キラー」からの影響が強いと述べている。「YOMOTOLO-WAIYA」の曲名について土屋は造語であると述べており、森山加代子の楽曲「じんじろげ」（1970年）のようにすべてが造語の歌詞で構成されている曲がかつてヒットしたことを受けて、そのコンセプトやアナーキーな要素を気に入った土屋がいつか自ら再現しようと思っていたものであると述べている。
作詞家としてコピーライターである糸井重里が参加しているが、切っ掛けは坂本龍一や矢野顕子と親交があり、土屋の写真集も手掛けた写真家の鋤田正義と同じ場所に糸井の事務所が存在し、「レオン」という喫茶店で度々出会っていたことから作詞を依頼することとなった。糸井に対し土屋は「短波ラジオが世界中の音楽を拾っちゃって、それが聴いている自分を混乱させたり面白がらせたりする」というコンセプトのみ伝達、糸井は「分かりました。“不思議大好き”な感じですね」と返答、後は糸井にすべて委託したと述べている。「Magic Vox」はテレビのことを題材とした曲であり、「楽しいばかりじゃない、恐いもんだよっていう内容」であると土屋は述べている。「I NEED YOU」にはブルンディ・ドラムが導入されているが、ピーター・ガブリエルなどがプログレッシブ・ロック風の曲にアフリカン・ドラムを導入していたことなどを受けて、一風変わった組み合わせに面白さを感じた影響であると土屋は述べている。しかし土屋は当時のニュー・ウェイヴ情勢に合わせて導入したものの、当時のガブリエルの第三世界のリズムの取り入れ方は大英帝国植民地的であり、本人が現地で生活した中から表出したものではないために、安易に取り入れたことを後になって反省したと述べている。

## リリース、プロモーション
本作は日本国内において1981年7月21日にEPIC・ソニーレコードからLPとしてリリースされた。LPの帯に記載されたキャッチフレーズは「僕達は、いつの時代もニュー・ウェイブでいたい。」であった。翌1982年1月22日にはEPIC / CBS U.K.からイギリスにてリリースされたが、1枚目のアルバム『NORMAL』（1980年）収録曲である「チャイニーズ・レゲエ」の英語バージョンが追加された代わりに「イミテーション・チャチャ」がカットされる形となった。イギリス盤ではジャケット表面がメンバーのポートレイトになっておりデザインが変更されている。その他にもプロモーション用として「LISTEN TO ME」の12インチシングルも制作されている。また、本作はイギリスの他にもオランダ、オーストラリア、ドイツにおいてもリリースされている。
同時期に井出情児が監督したプロモーション・フィルム『COSMIC CYCLE』が制作され、本作収録曲の中から「モーニング・メニュ」「ふたりのシーズン」「MAGIC VOX」「RADIO JAPAN」の4曲が使用された。同作は日本初のプロモーション・ビデオと言われており、相当な時間および予算が投入されている。制作の切っ掛けは一風堂メンバーが頻繁に渡欧できないという理由によってレコード会社や所属事務所側から発案されたものであり、土屋による単純に映像作品を制作したいというアイデアが合致したことから実現した。1981年12月にはEPIC / CBS U.K.からシングル「ふたりのシーズン」がイギリスにてリリースされ、またイギリスの公共放送であるBBCにおいて『COSMIC CYCLE』が頻繁に放送されたことから話題を呼んだ。一風堂の海外展開は戦略的なものではなく、ブライアン・イーノやキング・クリムゾン、ロキシー・ミュージックを扱っていたイギリスのレコード会社であるEGレコードのスタッフが当時A&Rに移籍しており、一風堂のことを高く評価していたためイギリスにおいて頻繁に同ビデオが放映されるようになった結果、イギリスにおいて年間チャートにランクインするほど人気となった。結果として同作はBBCの年間ビデオチャート5位を記録、一風堂はヨーロッパ圏において知名度を上げたため、同地の中古レコード店ではサディスティック・ミカ・バンドと並んで一風堂の作品も店頭に置かれることが多いと土屋は述べている。
2006年12月20日にはボックス・セット『MAGIC VOX: IPPU‐DO ERA 1979–1984』においてデジタル・リマスタリング版として初CD化された。2013年10月30日には前述のボックス・セットから単体でリリースされる形で、ボーナストラックも含めた『RADIO FANTASY＋4』として紙ジャケットおよびBlu-spec CD2仕様で再リリースされた。

## 批評
雑誌編集者の田中雄二は本作に関して、土屋による「静岡の少年時代、“ロックはラジオ放送を通して存在していた”」という言葉を引用した上で、「音楽史のパロディを題材に架空の放送局を捏造するアイデア」はロジャー・ウォーターズの先駆けのようでもあり、タモリの芸風のようでもあると述べている。また、田中はゾンビーズや『スパイ大作戦』のカバーが収録されている点に関しては「節操がない」と指摘しつつも、「無心で楽しめるパーティ・アルバムとしては一級品」であると肯定的に評価した。さらに田中は、矢野顕子のツアーに参加したことで土屋が知り合うこととなった仙波清彦が参加しているため、リズム面が大きく躍進したと主張した。

## 収録曲

### 日本盤
- CD付属の歌詞カードに記載されたクレジットを参照[14]。また、1、5、8、10、11曲目はインストゥルメンタルとなっている。

| #         | タイトル                                        | 作詞                 | 作曲                 | 編曲      | 時間  |
| --------- | ----------------------------------------------- | -------------------- | -------------------- | --------- | ----- |
| 1.        | 「RADIO COSMOS」                                |                      | 土屋昌巳             | 土屋昌巳  | 2:14  |
| 2.        | 「ふたりのシーズン」(TIME OF THE SEASON)        | ロッド・アージェント | ロッド・アージェント | 土屋昌巳  | 4:14  |
| 3.        | 「ラジオ・ファンタジー」(RADIO FANTASY)         | 土屋昌巳             | 土屋昌巳             | 土屋昌巳  | 2:45  |
| 4.        | 「YOMOTOLO-WAIYA」                              | 土屋昌巳             | 土屋昌巳             | 土屋昌巳  | 1:45  |
| 5.        | 「チャイナ・ステップ」(CHINA STEP)              |                      | 土屋昌巳             | 土屋昌巳  | 2:39  |
| 6.        | 「RADIO JAPAN」                                 | 土屋昌巳             | 土屋昌巳             | 土屋昌巳  | 2:45  |
| 7.        | 「イミテーション・チャチャ」(IMITATION CHA CHA) | 土屋昌巳             | 土屋昌巳             | 土屋昌巳  | 2:59  |
| 合計時間: | 合計時間:                                       | 合計時間:            | 合計時間:            | 合計時間: | 19:21 |

| #         | タイトル                                   | 作詞      | 作曲             | 編曲      | 時間  |
| --------- | ------------------------------------------ | --------- | ---------------- | --------- | ----- |
| 8.        | 「モーニング・メニュ」(MORNING MENU)       |           | 見岳章           | 見岳章    | 1:47  |
| 9.        | 「MAGIC VOX」                              | 土屋昌巳  | 土屋昌巳、見岳章 | 見岳章    | 4:46  |
| 10.       | 「スパイ大作戦」(MISSION IMPOSSIBLE THEME) |           | ラロ・シフリン   | 土屋昌巳  | 2:24  |
| 11.       | 「DUBLING RADIO」                          |           | 見岳章           | 土屋昌巳  | 0:57  |
| 12.       | 「LISTEN TO ME」                           | 糸井重里  | 見岳章           | 見岳章    | 4:24  |
| 13.       | 「I NEED YOU」                             | 土屋昌巳  | 土屋昌巳         | 土屋昌巳  | 4:04  |
| 合計時間: | 合計時間:                                  | 合計時間: | 合計時間:        | 合計時間: | 18:22 |

### イギリス盤
| #         | タイトル               | 作詞                 | 作曲                 | 編曲      | 時間  |
| --------- | ---------------------- | -------------------- | -------------------- | --------- | ----- |
| 1.        | 「Radio Cosmos」       |                      | 土屋昌巳             | 土屋昌巳  | 2:15  |
| 2.        | 「Time Of The Season」 | ロッド・アージェント | ロッド・アージェント | 土屋昌巳  | 4:14  |
| 3.        | 「Radio Fantasy」      | 土屋昌巳             | 土屋昌巳             | 土屋昌巳  | 2:44  |
| 4.        | 「Yomotolo-Waiya」     | 土屋昌巳             | 土屋昌巳             | 土屋昌巳  | 1:43  |
| 5.        | 「China Step」         |                      | 土屋昌巳             | 土屋昌巳  | 2:41  |
| 6.        | 「Radio Japan」        | 土屋昌巳             | 土屋昌巳             | 土屋昌巳  | 2:42  |
| 7.        | 「Chinese Reggae」     | 土屋昌巳             | 土屋昌巳             | 土屋昌巳  | 2:59  |
| 合計時間: | 合計時間:              | 合計時間:            | 合計時間:            | 合計時間: | 19:18 |

| #         | タイトル                     | 作詞      | 作曲             | 編曲      | 時間  |
| --------- | ---------------------------- | --------- | ---------------- | --------- | ----- |
| 8.        | 「Morning Menu」             |           | 見岳章           | 見岳章    | 1:47  |
| 9.        | 「Magic Vox」                | 土屋昌巳  | 土屋昌巳、見岳章 | 見岳章    | 4:46  |
| 10.       | 「Mission Impossible Theme」 |           | ラロ・シフリン   | 土屋昌巳  | 2:24  |
| 11.       | 「Dubling Radio」            |           | 見岳章           | 土屋昌巳  | 0:56  |
| 12.       | 「Listen To Me」             | 糸井重里  | 見岳章           | 見岳章    | 4:23  |
| 13.       | 「I Need You」               | 土屋昌巳  | 土屋昌巳         | 土屋昌巳  | 3:59  |
| 合計時間: | 合計時間:                    | 合計時間: | 合計時間:        | 合計時間: | 18:15 |

### ボーナス・トラック
| #         | タイトル                            | 作詞 | 作曲・編曲 | 時間 |
| --------- | ----------------------------------- | ---- | ---------- | ---- |
| 14.       | 「LISTEN TO ME」(English Version)   |      |            | 4:18 |
| 15.       | 「CHINESE REGGAE」(English Version) |      |            | 2:43 |
| 合計時間: | 合計時間:                           | 7:01 |            |      |

| #         | タイトル                                  | 作詞      | 作曲      | 編曲      | 時間  |
| --------- | ----------------------------------------- | --------- | --------- | --------- | ----- |
| 14.       | 「すみれ September Love」                 | 竜真知子  | 土屋昌巳  | 土屋昌巳  | 3:51  |
| 15.       | 「ルナティック・シャドウズ」              |           | 土屋昌巳  | 土屋昌巳  | 3:05  |
| 16.       | 「LISTEN TO ME」(English Version)         | 糸井重里  | 見岳章    | 見岳章    | 4:20  |
| 17.       | 「チャイニーズ・レゲエ」(English Version) | 土屋昌巳  | 土屋昌巳  | 土屋昌巳  | 2:43  |
| 合計時間: | 合計時間:                                 | 合計時間: | 合計時間: | 合計時間: | 13:59 |

## スタッフ・クレジット
- CD付属の歌詞カードに記載されたクレジットを参照[14]。

### 一風堂
- 土屋昌巳 – ボーカル、エレクトリック・ギター、アコースティック・ギター、エレクトリックベース、シンセサイザー、シタール、カリンバ、マリンバ、琴、パーカッション、コーラス
- 見岳章 – シンセサイザー、シーケンサー、ヴォコーダー、AC.Pf、ハモンドオルガン、ヴァイオリン、コーラス
- 藤井章司 – ドラムス、パーカッション、コーラス

### 参加ミュージシャン
- ペッカー – パーカッション
- 仙波清彦 – 鼓、和太鼓、銅鑼等
- ジェイク・H・コンセプション – サクソフォーン
- 新井英治 – トロンボーン
- 数原晋 – トランペット
- 岸義和 – トランペット
- 金山功 – マリンバ
- Feeling Free
  - サンディー – バッキング・ボーカル
  - 久保田麻琴 – バッキング・ボーカル

### 録音スタッフ
- 土屋昌巳 – プロデューサー
- 松本裕 – エンジニア
- 鈴木隆一 – アシスタント・エンジニア
- 松原政典 – アシスタント・エンジニア
- 高本秀一 – アシスタント・エンジニア
- 深田晃 – アシスタント・エンジニア
- 斉田あとむ – アシスタント・エンジニア
- 大森政人 – アシスタント・エンジニア
- 谷口英二 – マスタリング・エンジニア

### その他スタッフ
- 鋤田正義 – 写真撮影
- 須藤洋子 – スタイリスト、メイク・アップ
- 大竹伸朗 (Einstain) – イラストレーション
- 野本卓司 (Einstain) – デザイン
- 郡司常海 – エグゼクティブ・プロデューサー

## リリース日一覧
| No. | 地域                             | リリース日     | レーベル                                 | 規格         | カタログ番号                                   | 最高順位 | 備考 | 出典          |
| --- | -------------------------------- | -------------- | ---------------------------------------- | ------------ | ---------------------------------------------- | -------- | --- | ------------- |
| 1   | 日本                             | 1981年7月21日  | EPIC・ソニー                             | LP           | 28-3H-42                                       | -        | |               |
| 2   | ヨーロッパ カナダ オーストラリア | 1981年         | エピック・レコード                       | LP           | EPC 85351 (EU) EPC 85395 (CAN) ELPS-4290 (AUS) | -        | |               |
| 3   | イギリス                         | 1981年         | エピック・レコード                       | CT           | 40-85395                                       | -        | |               |
| 4   | イギリス                         | 1982年1月22日  | エピック・レコード                       | LP           | EPC 85395                                      | -        | |               |
| 5   | 日本                             | 1982年         | EPIC・ソニー                             | CT           | 28-6H-58                                       | -        | |               |
| 6   | 日本                             | 2006年12月20日 | ソニー・ミュージックダイレクト／GT music | CD           | MHCL-1023                                      | -        | ボックス・セット『MAGIC VOX: IPPU‐DO ERA 1979–1984』収録 デジタル・リマスタリング盤、ボーナス・トラック2曲収録 | [ 15 ] [ 16 ] |
| 7   | 日本                             | 2013年10月30日 | CSレコード                               | BSCD2        | DYCL-7008                                      | -        | 2006年リマスター盤、紙ジャケット仕様、ボーナス・トラック4曲収録                                                |               |
| 8   | 日本                             | 2013年11月27日 | ソニー・ミュージックダイレクト           | AAC-LC       | -                                              | -        | デジタル・ダウンロード、ボーナストラック4曲収録                                                                | [ 17 ]        |
| 9   | 日本                             | 2013年11月27日 | ソニー・ミュージックダイレクト           | ロスレスFLAC | -                                              | -        | デジタル・ダウンロード、ボーナストラック4曲収録                                                                | [ 18 ]        |